# Meenoi
Park Min-young (en hangul, 박민영; Taean, Provincia de Chungcheong del Sur, Corea del Sur, 9 de abril de 1997), conocida artísticamente como Meenoi, es una cantante y compositora surcoreana, perteneciente al sello AOMG, propiedad del rapero estadounidense Jay Park. Debutó el 13 de octubre de 2021 con el álbum In My Room.

## Trayectoria
Meenoi nació en Taean, Provincia de Chungcheong del Sur, pero creció en Bucheon, Corea del Sur. Estudió música aplicada en la Universidad de Hanyang, en la especialidad de Práctica Musical y Vocal.
El 31 de julio de 2019, Meenoi lanzó su sencillo debut «NDGGA» bajo el sello Inplanet. En 2020, firmó con la nueva agencia 8BallTown. Llamó la atención por su imagen agresiva después de lanzar el sencillo «W.G.C» en febrero de 2021 y convertirse en la presentadora del programa de entrevistas emitido por YouTube, Yorizori, en agosto del mismo año. En octubre lanzó su primer álbum de estudio debut titulado In My Room. En 2022 lanzó el sencillo «Ghosting» en colaboración con el rapero surcoreano Woo Won-jae, canción que fue nominada a Mejor Colaboración en los MAMA Awards.
El año 2023, Meenoi firmó con el sello discográfico AOMG, propiedad del rapero estadounidense Jay Park, al cual también pertenecían artistas como DeVita, Lee Hi y el propio Woo Won-jae.

## Discografía

### Álbumes de estudio
- 2021: In My Room

### EPs
- 2020: DA DA!
- 2022: Noi Mas

### Sencillos
| Año  | Título                               | Álbum      |
| ---- | ------------------------------------ | ---------- |
| 2019 | «NDGGA»                              | s/a        |
| 2019 | «Do Not Want To Do It» (하기 싫어)   | s/a        |
| 2020 | «3M»                                 | s/a        |
| 2020 | «Sunbeam»                            | DA DA!     |
| 2021 | «W.G.C»                              | s/a        |
| 2021 | «Dingo X Meenoi - DOOL»              | s/a        |
| 2021 | «I Can't Wait!» (못참아!) (ft. Loco) | In My Room |
| 2022 | «Tea Time» (ft. 10CM)                | s/a        |
| 2022 | «Faraway» (그만큼만)                 | Noi Mas    |
| 2022 | «Bye Bye« (Ditto X Meenoi)           | Bye Bye    |
| 2023 | «March» (마치) (ft. Kid Milli)       | s/a        |
| 2023 | «And You» (ft. Zico)                 | s/a        |
| 2023 | «Ticket»                             | s/a        |

### Colaboraciones
| Año  | Título                | Artista     | Álbum |
| ---- | --------------------- | ----------- | ----- |
| 2022 | «Take Me»             | Code Kunst  | s/a   |
| 2022 | «Ghosting» (잠수이별) | Woo Won-jae | s/a   |

## Filmografía

### TV
| Año  | Título              | Rol         | Ref.  |
| ---- | ------------------- | ----------- | ----- |
| 2022 | King of Mask Singer | Concursante | [ 9 ] |

## Premios y nominaciones
| Año  | Premios                 | Categoría          | Nominado              | Resultado | Ref.  |
| ---- | ----------------------- | ------------------ | --------------------- | --------- | ----- |
| 2022 | Mnet Asian Music Awards | Mejor colaboración | «Ghosting» (잠수이별) | Nominado  | [ 7 ] |